# Hippolyte Babou
Hippolyte Babou (24. února 1823 Peyriac – 21. října 1878 Paříž) byl francouzský spisovatel a literární kritik.

## Život
Hippolyte Babou spolupracoval s mnoha časopisy jako Revue contemporaine, Athénaeum français a Revue de Paris, pod pseudonymy Camille Lorrain a Jean-sans-Peur.

## Dílo
- Les Ephémérides de Molière, 1844
- La Vérité sur le cas de M. Champfleury, 1857
- Les Payens innocents, 1858
- Lettres satiriques et critiques, 1860
- Les Amoureux de Madame de Sévigné. Les femmes vertueuses du grand siècle, 1862
- L'Homme à la lanterne, 1868
- Montpensier, roi d'Espagne, 1868
- Les Sensations d'un juré : vingt figures contemporaines, 1875
- Les Prisonniers du Deux-décembre, mes émotions, mes souvenirs, 1876